# Motacilla aguimp
La lavandera africana (Motacilla aguimp) es una especie de ave paseriforme de la familia Motacillidae propia de África.

## Distribución y hábitat
Se encuentra en África desde Egipto a Sudáfrica. Su hábitat natural son las tierras bajas de pastos húmedos o inundados, los ríos y las marismas intermitentes de agua dulce.